# 亚尼·克莱门契奇
亚尼·克莱门契奇（1971年9月21日—），斯洛文尼亚男子赛艇运动员。他曾代表斯洛文尼亚参加1992年、1996年、2000年和2004年夏季奥林匹克运动会赛艇比赛，其中1992年奥运会获得一枚铜牌。